# 克莱夫·安东尼·斯特斯
克莱夫·安东尼·斯特斯（Clive Anthony Stace，1938年—）为英国植物学家及作家。他曾于英国莱斯特大学担任植物分类学教授一职。他也为不列颠群岛植物学会前会长。